# Красивые девушки
«Красивые девушки» ( англ. Beautiful Girls) — фильм режиссёра Теда Демме с участием таких знаменитостей, как: Тимоти Хаттон, Ума Турман, Мэтт Диллон, Натали Портман и других.

## Сюжет
Трагикомедия, проникающая в глубину человеческих отношений и характеров.
Мужчина закрывает крышку старого пианино, допивает виски, собирает вырученные за день деньги и берёт билет в один конец в Найтс-Ридж — маленький, захолустный городок штата Массачусетс, где он вырос. Там живёт его отец, тоскующий по умершей жене, брат-бездельник, там живут его друзья по школе — кто холостой, а кто  женат и с детьми.
Там, в доме по соседству, живёт маленькая, но очень умная девочка, которую он увидит впервые.
Бар и салон красоты становятся излюбленным местом для обсуждения проблем, возникающих между мужчинами и женщинами. Настоящая любовь и горечь измен, мужская дружба и женская верность причудливо переплетаются в судьбах героев, меняя привычный жизненный уклад.

## В ролях
- Мэтт Диллон — Томми Роулэнд
- Ноа Эммерих — Майкл Моррис
- Аннабет Гиш — Трейси Стовер
- Лорен Холли — Дэриан Смоллс
- Тимоти Хаттон — Вилли Конвэй
- Рози О’Доннелл — Джина Баррисано
- Натали Портман — Марти
- Мира Сорвино — Шэрон Кэссиди
- Ума Турман — Андера
- Пруитт Тейлор Винс — Стинки
- Макс Перлих — Кев
- Марта Плимптон — Джен
- Майкл Рапапорт — Пол Кирквуд
- Дэвид Аркетт — Бобби Конвэй
- Джон Кэррол Линч — Фрэнк Вомак
- Ричард Брайт — Дик Конвэй

## Музыка

### Список композиций
1. Roland Gift — «That’s How Strong My Love Is» 6:18
2. The Afghan Whigs — «Be for Real» 4:16
3. Howlin' Maggie — «Easy to Be Stupid» 4:51
4. Billy Paul — «Me and Mrs. Jones» 4:48
5. Satchel — «Suffering» 4:49
6. Chris Isaak — «Graduation Day» 3:10
7. Pete Droge & the Sinners — «Beautiful Girl» 4:34
8. Ween — «I’ll Miss You» 2:56
9. Afghan Whigs — «Can’t Get Enough of Your Love, Babe» 5:21
10. The Spinners — «Could It Be I’m Falling in Love» 4:31
11. Kiss — «Beth» 2:46
12. King Floyd — «Groove Me» 3:01
13. Diamonds — «The Stroll» 2:31
14. Neil Diamond — «Sweet Caroline» 3:24

### Также звучали
1. Greg Kihn Band — «The Break Up Song (They Don’t Write Them Like That Any More)»
2. Split Enz — «I Got You»
3. A Flock Of Seagulls — «I Ran»
4. Billy Preston — «Will It Go Round In Circles»
5. Jethro Tull — «Locomotive Breath»
6. Bernie Wyte and his Orchestra — «Never On Sunday»
7. Lou Reed — «Walk On The Wild Side»
8. Rolling Stones — «Fool To Cry»
9. Morphine — «Honey White»

## Оценки
Роджер Эберт оценил фильм в 3,5 звезды из 4.